# Víctor Jiménez
Víctor Enrique Jiménez (Rosario, 9 ottobre 1970) è un allenatore di rugby a 15 ed ex rugbista a 15 argentino.

## Biografia
Víctor Jiménez inizia la sua carriera rugbistica vestendo la maglia dei Rugby Club Los Caranchos di Rosario, una società dilettantistica argentina della sua città natale. In seguito viene anche selezionato a livello provinciale per rappresentare l'Unión de Rugby de Rosario nel Campionato argentino.
Nel 2001 viene ingaggiato dal Viadana con il quale si laurea Campione d'Italia 2001-02 al termine della prima stagione sportiva in Italia, mentre, l'anno successivo, conquista la Coppa Italia. Dopo altre due stagioni in giallonero, nell'estate 2004 si trasferisce a L’Aquila, dove rimane per solo una stagione. Poi due anni alla Capitolina, con la quale conquista la promozione in Super 10 e colleziona 16 presenze in massima serie nel 2006-07.
Nell'estate 2007 si trasferisce alla S.S. Lazio, dove rimane per sette anni, svolgendo prima l'attività di giocatore e poi quella di allenatore. Al termine della stagione 2009-10 conquista la promozione in massima serie sulla panchina bincoceleste.
Nell'estate 2013, dopo tre stagioni nel massimo campionato italiano, il coach argentino passa in pianta stabile come allenatore degli avanti nello staff della Nazionale Under-20 diretto da Gianluca Guidi. Dopo la vittoria al Trofeo mondiale di rugby giovanile 2013 in Cile e l'esperienza al Campionato mondiale giovanile di rugby 2014 in Nuova Zelanda insieme al nuovo head coach Alessandro Troncon, nella stagione 2013-14 Jiménez ha fatto parte dello staff tecnico federale dell'Accademia zonale di Roma per poi approdare, la stagione successiva, alle Zebre come allenatore degli avanti. Durante le tre stagioni nella franchigia di base a Parma, per due anni consecutivi ha dovuto ricoprire il ruolo di capo-allenatore ad interim per sostituire sia Andrea Cavinato sia Gianluca Guidi.
Nel 2017 torna in Argentina, dopo 18 anni in Italia, come responsabile tecnico del club argentino Los Caranchos.
Nel 2019 fa nuovamente ritorno in Italia al Viadana, in veste di capo-allenatore.

## Palmarès
- Campionati italiani: 1
Viadana: 2001-02
- Coppe Italia: 1
Viadana: 2002-03